# Acalolepta degener
Acalolepta degener es una especie de escarabajo del género Acalolepta, familia Cerambycidae. Fue descrita científicamente por Bates en 1873.
Habita en China, Japón, Mongolia, República de Corea, Rusia y Taiwán. Mide entre 7 y 16 mm. El período de vuelo de esta especie ocurre en los meses de junio, julio y agosto.
El color de esta especie es gris y marrón, con manchas blancas dispersas a lo largo de su cuerpo; sus antenas miden aproximadamente 1,5 a 2 veces la longitud de su propio cuerpo. Según diversos avistamientos, la dieta de la especie se compone de hojas de plantas compuestas.